# I Finally Found Someone
I Finally Found Someone is een nummer van de Amerikaanse zangeres Barbra Streisand en de Canadese zanger Bryan Adams uit 1997. Het nummer staat op de soundtrack van de door Streisand zelf geregisseerde film The Mirror Has Two Faces.
Het duet tussen Streisand en Adams werd een wereldwijde hit. Het bereikte de 8e positie in de Amerikaanse Billboard Hot 100, en 18e in Adams' thuisland Canada. In de Nederlandse Top 40 bereikte het nummer een bescheiden 16e positie, terwijl het in de Vlaamse Ultratop 50 de 6e positie behaalde.

## NPO Radio 2 Top 2000
| Nummer met noteringen in de NPO Radio 2 Top 2000 | '99 | '00 | '01 | '02  | '03  | '04  | '05  | '06  | '07  | '08  |
| ------------------------------------------------ | --- | --- | --- | ---- | ---- | ---- | ---- | ---- | ---- | ---- |
| I Finally Found Someone                          | 795 | 918 | 994 | 1594 | 1428 | 1446 | 1569 | 1911 | 1708 | 1613 |

1. ↑  Een vetgedrukt getal geeft de hoogste notering aan.
2. ↑  Deze tabel is bijgewerkt tot en met de laatste editie (2024).